# Вікімапія
Wikimapia (укр. Вікіма́пія) — відкритий багатомовний вікіпроєкт, що ґрунтується на поєднанні електронних мап (Google Maps, Google Earth та їм подібних) та Вікі-технологій.
Проєкт започатковано 24 травня 2006 задля створення онлайн-довідника об'єктів, що зафіксовані на електронній мапі багатьма (в перспективі — всіма) мовами Землі, де будь-який користувач може додавати власні довідкові статті та редагувати наявні (що їх створили раніше інші користувачі або він сам).
Автори проєкту — росіяни Олександр Корякін та Євгеній Савєльєв.

## Ліцензія
Інформацію з WikiMapia дозволяється використовувати в будь-яких цілях на умовах ліцензії Creative Commons Attribution-ShareAlike 3.0.

## Зв'язок із Вікіпедією
На поточний момент кожна довідкова стаття має спеціальне поле для вказування посилання на статтю з Вікіпедії (відповідною мовою), яка може містити більш детальнішу, додаткову інформацію щодо конкретного об'єкта Вікімапії. Крім того, ведеться обговорення про подальшу інтеграцію.